# 송유현 (1985년)
송유현(1985년 4월 5일~)은 대한민국의 방송인의 리포터, 연극배우이다.

## 학력
- 동덕여자대학교 방송연예과 학사

## 경력
- KBS광주방송총국 리포터

## 방송 출연
- 2013년 KBS 광주 문화산책 포플러
- 2009년 그 남자 그 여자 연극
- 6시 내고향 광주 리포터

## 수상 경력
- 2009년: 한국백혈병환우회 김향숙 자원봉사상